# Delegação Económica e Comercial de Macau, junto da União Europeia, em Bruxelas
A Delegação Económica e Comercial de Macau, junto da União Europeia, em Bruxelas (DECM (UE, Bruxelas)) (em chinês: 澳門駐布魯塞爾歐盟經濟貿易辦事處), é a única delegação de Macau na União Europeia, responsável pelo apoio do Chefe do Executivo nas tarefas de relacionamento e cooperação económica e comercial da Região Administrativa Especial de Macau com a União Europeia e respectivas instituições. 

## História
Já na época da administração portuguesa, Macau e a União Europeia assinaram um acordo de comércio e cooperação em 1992. Posteriormente, durante o período da transferência da administração de Macau, o Grupo de Ligação Conjunto, confirmaram a continuidade deste acordo após o regresso de Macau à China em 1999. Desde o estabelecimento da Região Administrativa Especial de Macau, o Chefe do Executivo visitou, sucessivamente, Portugal, França e Bélgica e teve encontros com os dirigentes da União Europeia, de modo a discutir o aproveitamento das características únicas de Macau para o futuro desenvolvimento. A fim de consolidar ainda mais as relações entre Macau e a União Europeia, foi criada em 2002, a Delegação Económica e Comercial de Macau, junto da União Europeia, em Bruxelas.

## Legislação Orgânica
- Regulamento Administrativo n.º 9/2007[3]
  - Define a orgânica da Delegação Económica e Comercial de Macau, junto da União Europeia, em Bruxelas

- Despacho do Chefe do Executivo n.º 126/2007[4]
  - Designa a constituição dos órgãos da Delegação Económica e Comercial de Macau, junto da União Europeia, em Bruxelas

## Atribuições
À Delegação cabe apoiar o Chefe do Executivo nas tarefas de relacionamento e cooperação económica e comercial da RAEM com a União Europeia e respectivas instituições.
Designadamente:
- Contribuir para o estreitamento dos laços entre Macau e a União Europeia;
- Contribuir para a projecção de Macau junto da União Europeia e dos respectivos Estados Membros, nos domínios económico e comercial;
- Assegurar a defesa dos interesses de Macau junto da União Europeia, bem como promover as relações económicas bilaterais entre Macau e a União Europeia e os respectivos Estados Membros;
- Acompanhar os processos comunitários de decisão em todos os domínios de interesse para Macau;
- Recolher, tratar e fornecer ao Chefe do Executivo toda a informação sobre as instituições comunitárias que revistam interesse para Macau;
- Acompanhar a gestão das convenções e acordos comerciais celebrados entre a União Europeia e Macau;
- Acompanhar o desenvolvimento da cooperação entre Macau e a União Europeia e os respectivos Estados Membros, ao abrigo dos acordos existentes e participar na formulação e preparação dos projectos relacionados com os mesmos acordos;
- Assegurar, junto da União Europeia e suas instituições, bem como dos respectivos Estados Membros, a defesa dos demais interesses de Macau, designadamente no sector turístico, de acordo com as orientações gerais que lhe forem fixadas pelo Chefe do Executivo.

## Composição
A Delegação é constituída pelos seguintes órgãos:
- O Chefe da Delegação;
- O Conselho Administrativo.